# Andrew Durutalo

a Compétitions nationales et continentales officielles uniquement.

b Matchs officiels uniquement.
Dernière mise à jour le 5 août 2022.
Andrew Durutalo, né le 25 octobre 1987 à New York (États-Unis), est un joueur de rugby à XV et de rugby à VII international américain évoluant  au poste de troisième ligne aile. Il évolue avec les Seawolves de Seattle en Major League Rugby depuis 2020. Il mesure 1,85 m pour 111 kg.

## Biographie
Andrew Durutalo est né aux États-Unis de parents fidjiens, qui faisait alors leurs études à New York. Ils retournent dans leur pays d'origine alors qu'Andrew est encore jeune. En 2007, il part faire ses études au Japon à l'université d'Hakuoh où il reste jusqu'en 2011, date à laquelle il retourne vivre dans son pays de naissance, les États-Unis.

## Carrière

### En club
Andrew Durutalo a fait ses premiers pas dans le rugby de haut niveau au Japon avec l'université de Hakuoh (2007-2011) avant de partir jouer aux États-Unis dans le club de Old Puget Sound Beach RFC situé à Seattle et qui évolue dans le championnat de la British Columbia Rugby Union .
En 2016, il signe avec la nouvelle franchise japonaise des Sunwolves qui évolue dans le Super Rugby. Après une bonne saison (12 matchs disputés, 1 essai inscrit), il quitte le Japon pour signer à plein temps avec son équipe nationale à sept.
En 2017, il retourne jouer au rugby à XV, et rejoint le club londonien des Ealing Trailfinders, qui évoluent en RFU Championship (deuxième division anglaise). Après un début de saison remarqué (4 essais en 6 matchs), il s'engage jusqu'à la fin de la saison avec les Worcester Warriors en Aviva Premiership.
Après cette pige mitigée avec Worcester (seulement 6 matchs joués, dont un seul en championnat), il retourne jouer en 2018 avec les Ealing Trailfinders.
En janvier 2020, au milieu de sa deuxième saison avec Ealing, il quitte avec effet immédiat le club pour des raisons personnelles.
Quelque temps après son départ d'Ealing, il retourne aux États-Unis et rejoint les Seawolves de Seattle en Major League Rugby. Bien qu'il ne joue qu'un seul match en raison d'une blessure, il voit son contrat prolongé pour une année supplémentaire.
À la suite de cette deuxième saison en MLR, Durutalo décide de mettre sa carrière de joueur de rugby entre parenthèses, et retourne en Angleterre pour étudier l'économie pendant un an à l'université d'Oxford. Lors de son passage à Oxford, il joue avec le club de l'université le traditionnel Varsity match contre Cambridge en juin 2021.
Après avoir complété son année d'étude, il retourne jouer avec les Seawolves de Seattle pour la saison 2022 de MLR.

### En équipe nationale

#### En rugby à XV
Lors de sa jeunesse aux Fidji, Andrew Durutalo a joué avec l'équipe des Fidji des moins de 19 ans, dont il a été le capitaine lors du championnat du monde 2006.
Andrew Durutalo connait ensuite sa première sélection avec l'équipe des États-Unis de rugby à XV le 9 juin 2012 contre l'équipe du Canada.
Il fait partie du groupe américain sélectionné pour participer à la Coupe du monde 2015 en Angleterre. Il dispute trois matchs dans cette compétition contre les Samoa, l'Écosse et le Japon.

#### En rugby à sept
En décembre 2011, il fait ses débuts avec l'équipe des États-Unis de rugby à sept dans le cadre des IRB Sevens Series.
En juillet 2016, il est sélectionné pour disputer l'épreuve de rugby à sept  des Jeux olympiques de Rio 2016, où les États-Unis termineront à la neuvième place.

## Palmarès

### En club et province
- 12 matchs de Super Rugby avec les Sunwolves.

### En équipe nationale
- 22 sélections entre 2012 et 2018.
- 4 essais marqués (20 points).
- Participation à la Coupe du monde 2015 (3 matchs).